# Estado Novo (Brasil)
Estado Novo (Estado Nuevo en portugués) fue el término con el que se conoció el régimen autoritario implantado en Brasil por Getúlio Vargas, que llegó al poder tras el golpe de Estado del 10 de noviembre de 1937 y se mantuvo en él hasta el 29 de octubre de 1945. Ese mismo día se estableció un Gobierno provisional, presidido por José Linhares hasta el 31 de enero de 1946.
El Estado Novo se inscribe dentro del periodo de la historia de Brasil conocida como la Era Vargas. Vargas se inspiró en el régimen implantado en Portugal por António de Oliveira Salazar, también denominado Estado Novo. Ambos regímenes se caracterizaron por la centralización del poder, el nacionalismo, el anticomunismo y el autoritarismo.
El 10 de noviembre de 1937 Vargas dio un golpe de Estado, estableciendo el Estado Novo mediante un pronunciamiento en la radio. Desde la radio dio a conocer el Manifiesto a la Nación, afirmando que el objetivo principal del régimen era «reajustar los órganos políticos y las necesidades económicas del país».
Después de la Constitución brasileña de 1937 y gracias a la censura y la propaganda, Vargas se consolidó en el poder. En primer lugar, era el propio Gobierno quien censuraba a la prensa que no era afín al régimen. En segundo lugar, se creó el Departamento de Prensa y Propaganda (DIP) con el objetivo de coordinar la propaganda gubernamental. Asimismo, el comunismo fue duramente reprimido por la ley de seguridad nacional de 1935. Esta ley impidió que algunos intentos revolucionarios, como la insurrección comunista de 1935, prosperasen. 
La centralización del poder estatal y de la política económica, junto a una política de  sustitución de importaciones, hizo posible la captación de recursos para el avance de la industrialización en Brasil, así como para la creación de instituciones que permitiesen dicho proceso. Entre las instituciones creadas se encuentran la Companhia Siderúrgica Nacional y la Vale S. A.
Posteriormente, y pese a existir notables diferencias entre ambos regímenes, el Estado Novo fue considerado como un precursor de la dictadura militar brasileña que se inició con el golpe de Estado de 1964. 

## Antecedentes
Para Brasil, 1930 fue un año crítico en lo político y económico. El primer aspecto fue una guerra civil que se resolvió tres semanas después de la disputa entre el candidato oficialista y Vargas, que no contaba con apoyo militar y político.
Después de la renuncia de Pereira, Vargas asumió como presidente provisional y tomó medidas ante la crisis económica que golpeó al país. Vargas soportó la oposición del movimiento sindical de izquierda y de la extrema derecha representada por los integralistas brasileños, que reclutaban a sus adherentes entre las clases medias.

## El Estado Novo
A finales de la década de los 30, el presidente Getulio Vargas protagonizó otro golpe de Estado, disolvió el Congreso Nacional de los Estados Unidos del Brasil y reformó la constitución.
De inmediato adoptó medidas para ganarse a los trabajadores, al mismo tiempo que reprimía a los integralistas. Este sistema ha sido calificado de «populista», pero a diferencias de otros regímenes el Estado Novo careció de todo propósito de movilización de masas.[cita requerida] Vargas mantuvo relaciones cordiales con Estados Unidos y le declaró la guerra al eje. El gobierno de Vargas emprendió un programa de crecimiento de la industria automotora, centrado en la producción de marcas extranjeras y otros materiales de importación para la guerra. Brasil comenzó su proceso de sustitución de importaciones que se prolongó hasta 1984.